# Gaerea
I Gaerea sono un gruppo musicale black metal portoghese attivo dal 2016.

## Storia

### Primi anni eUnsettling Whispers(2016-2019)
Il gruppo è stato creato a Porto nel 2016 per iniziativa del chitarrista e compositore Guilherme Henriques e del cantante Ruben Freitas, che poco dopo hanno riunito alcuni musicisti della scena locale per incidere l'EP omonimo, diffuso nel novembre dello stesso anno sotto la Everlasting Spew. Da subito nasce l'intento di presentare la formazione in maniera del tutto anonima, caratterizzata da abiti completamente neri e maschere recanti un sigillo atto a simboleggiare, secondo Henriques, il senso di unione dei Gaerea; la scelta del colore è invece dovuta alla necessità di rappresentare un «grande caos» e a far focalizzare il pubblico sulla musica piuttosto che su ciascun componente.
Agli inizi del 2018 hanno firmato un contratto con la Transcending Obscurity Records al fine di distribuire l'album di debutto. Intitolato Unsettling Whispers, il disco è uscito il 22 giugno ed è stato apprezzato dalla critica specializzata, che ha elogiato la cura dei Gaerea a ogni singolo dettaglio al fine di conferire sonorità più moderne rispetto ai canoni del black metal classico. All'album è seguito l'Extension to Nothingness Tour, che ha avuto luogo in alcune città europee tra ottobre e dicembre. Nell'aprile 2019 hanno intrapreso la tournée europea The Svm of All Storms, dopodiché hanno preso parte al Sirius Metal Festival in Cina e fatto ritorno in Europa per alcuni festival.

### Firma con Season of Mist,Limbo(2019-2022)

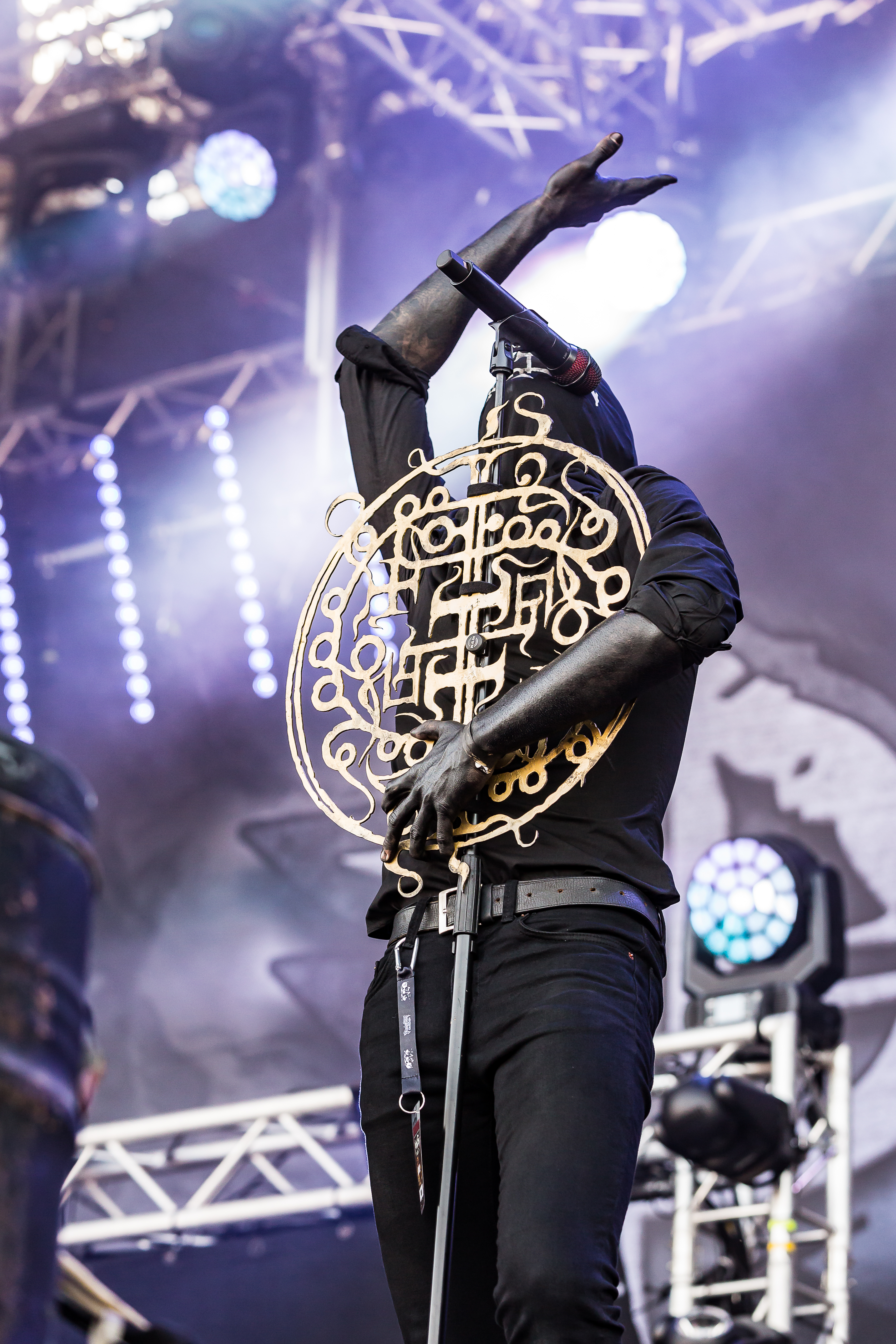
I Gaerea al Party.San Metal Open Air nel 2022

Nell'ottobre 2019 i Gaerea hanno firmato per la francese Season of Mist, rivelando l'intenzione di pubblicare il secondo album l'anno seguente. Due mesi dopo si sono esibiti in Europa per un tour congiunto ai Numenorean.
Limbo è stato distribuito il 24 luglio 2020 e si compone di sei tracce. Il titolo è stato scelto per rappresentare «il vasto e così astratto limbo tra realtà e finzione. La morte e il desiderio di morire. La vita come materia prima per qualcosa di superiore. L'agonia e la liberazione. Il mero riflesso di ciò che abbiamo realmente sentito in quel preciso momento». Al pari del precedente album, anche Limbo è stato accolto positivamente dalla critica, che ha apprezzato la ricercatezza nei testi e lo stile variegato dei brani pur rimanendo nell'ottica black metal, presentando elementi di matrice blackened death o post-metal. La promozione è stata rallentata dall'avvento della pandemia di COVID-19, portando i Gaerea a tenere un concerto in live streaming il 13 febbraio 2021 in cui Limbo è stato suonato nella sua interezza; un'altra esibizione tenuta in streaming è avvenuta nel giugno 2021 per conto dell'evento online Pulse of the Maggots 2×21 creato dal Knotfest. Soltanto nel 2022 hanno potuto riprendere l'attività dal vivo, suonando esclusivamente in Europa sia come headliner che in qualità di artisti d'apertura.

### Mirage(2022-2023)
Già nell'ottobre 2021 i Gaerea hanno rivelato di aver cominciato le registrazioni per il terzo album presso i Demigod Recording Studio sotto la supervisione del produttore Miguel Tereso, specificando che avrebbe visto la luce nel 2022.
Il 28 giugno 2022 è stato annunciato Mirage, pubblicato il 23 settembre seguente, e il singolo di lancio Salve, diffuso digitalmente il giorno successivo insieme al relativo video musicale. Il disco presenta sempre sonorità black metal ma si caratterizza per l'inclusione di influenze più vicine al post e al progressive metal. Per la sua promozione il gruppo ha intrapreso una lunga tournée mondiale svoltasi nello stesso anno tra Europa e America meridionale, con il tour The Undying Mirage proposto nuovamente in Europa 2023.
Il 30 settembre 2023 è stato pubblicato il singolo Dormant, originariamente bonus track dell'edizione limitata di Mirage, con il relativo video diretto da Claudio Marino e incentrato sull'annegamento simulato. Il resto dell'anno ha visto il gruppo impegnato in Nord America in apertura ai Wolves in the Throne Room per il loro Crypt of Ancestral Knowledge Tour.

### Coma(2024-presente)
Il 29 aprile 2024 i Gaerea hanno fatto ritorno sulle scene musicali con il singolo World Ablaze, presentato dal vivo durante la tappa europea del Crypt of Ancestral Knowledge Tour dei Wolves in the Throne Room e nei successivi festival metal tenuti in estate. Con l'uscita a luglio del secondo singolo Hope Shatters, il gruppo ha rivelato anche il quarto album Coma, pubblicato il 25 ottobre dello stesso anno sotto la Season of Mist. Il disco è stato promosso da una tournée statunitense che ha avuto luogo a novembre, periodo in cui apriranno le date dei Zeal & Ardor.

## Stile musicale
Pur essendo un gruppo legato perlopiù alla scena black metal, i Gaerea ne propongono una versione contaminata da influenze che spaziano tra hardcore punk, sludge metal, doom metal, death metal, post-metal e progressive metal, con sezioni atmosferiche e quasi cinematografiche. A fronte di ciò la critica ha coniato il termine «post-black metal» al fine di catalogare la musica del gruppo.

## Formazione
Attuale
- Guilherme Henriques – chitarra (2016-presente), voce (2022-presente)
- Lucas Ferrand – basso (2017-presente)
- Diogo Mota – batteria (2018-presente)
- Sonja Schuringa – chitarra (2023-presente)

Ex componenti
- Nuno Pereira – batteria (2016)
- Jorge Marinho – basso (2016-2017)
- Pedro Soares – batteria (2016-2018)
- Jose Ribeiro – chitarra (2016-2019)
- Ruben Freitas – voce (2016-2022)[2]
- Miguel Vanzeler – chitarra (2019-2022)

Turnisti
- Kevin Storm – chitarra (2022-2023)
- André Fernandes – chitarra (2023-presente)

## Discografia

### Album in studio
- 2018 – Unsettling Whispers
- 2020 – Limbo
- 2022 – Mirage
- 2024 – Coma

### EP
- 2016 – Gaerea

### Singoli
- 2022 – Salve
- 2022 – Mantle
- 2022 – Mirage
- 2023 – Dormant
- 2024 – World Ablaze
- 2024 – Hope Shatters
- 2024 – Unknown
- 2024 – Suspended